# Johann Andreas Boden
Johann Andreas Boden (* 14. März 1703 in Stolpen; † 5. April 1764 in Schlieben) war ein deutscher Historiker und lutherischer Theologe.

## Leben
Johann Andreas Boden war Sohn des Bürgers und Fleischers Christian Boden, der später nach Dresden ging. Er besuchte zunächst die Schule seiner Heimatstadt und danach die Schule in Bautzen. Am 23. April 1723 immatrikuliert er sich an der Universität Wittenberg, wo er Theologie, Philosophie, griechische, lateinische und orientalische Philologie, Poesie und die dazu nötigen Antiquitäten studierte. Er hörte unter anderem bei Gottlieb Wernsdorf dem Älteren, genoss dessen Vertrauen und konnte deshalb zunächst die Ausbildung seiner Söhne übernehmen.
Am 17. Oktober 1726 erwirbt er an der philosophischen Fakultät den akademischen Grad eines Magisters und wird in dieselbe am 4. April 1739 als Adjunkt aufgenommen. 1730 wird er Rektor des Gymnasiums in Wittenberg, wo er sich große Verdienste erwarb. Am Wittenberger Gymnasium lehrte er Latein, Griechisch, Geschichte, Geographie und Mathematik und führte hier griechische Stilübungen wieder ein. Als Gymnasialdirektor von 1739 bis 1744 hielt er gleichzeitig an der Universität für künftige Lehrer Collegia privatissima über orientalische Sprachen, erklärte griechische und lateinische Autoren nebst den darin vorkommenden Antiquitäten.
Gestützt auf diese Erfahrungen konnte er bei seiner Bewerbung 1738 erklären, dass sich die Professur der Antiquitäten besonders gut für einen Rektor des hiesigen Gymnasiums eigne, weil der bei seinen schulischen Verpflichtungen noch immer einige Zeit zu akademischen Kollegs habe. Boden sah darin wohl einen passenden Einstieg zu einer akademischen Laufbahn.  Der König trug ihm 1739 die lange vakant gewesene „Professio Antiquitatum Extraordinaria“ mit dem ausdrücklichen Vorbehalt auf, diese Professur bei künftiger Erledigung nach Befinden einzuziehen.
1739 wird er an der philosophischen Fakultät als Professor der Altertümer ernannt und 1744 geht er als Propst nach Schlieben, wo ihm die Verwaltung der Kirchen und Schulen unterstand. Am 3. Oktober 1744 wird er zum Superintendenten gewählt und am 1. November 1744 in das Amt eingeführt.

## Genealogie
Boden hatte sich in Wittenberg am 25. November 1732 in erster Ehe mit Johanna Sophia († 8. November 1737), der Tochter des kurfürstlichen Land- und Tranksteuereinnehmers in Kemberg, Israel Siegert vermählt. Aus dieser Ehe sind die Söhne Johann Gottfried Boden (* 3. Dezember 1734) und Benjamin Gottlieb Lorenz Boden bekannt. Seine zweite Ehe schloss er mit Erdmuth Sophia, der Tochter des Christoph Heinrich Zeibich. Aus dieser Ehe sind die Kinder Henrietta Erdmutha Boden (* 8. Mai 1740), Johanna Carolina Boden (* 3. Oktober 1741, verh. mit Ehrenfried Heinrich Liebe, Pfarrer in Saxdorf), Ertmuth Dorothea Boden (* 1. Januar 1743; † 12. Dezember 1779), Johann Ernst Christfried Boden (* 14. August 1744, Dikon in Schlieben† 11. März (Mai) 1803 in Schlieben) und Christian Friedrich Erdmann Boden (* Schlieben verh. Johanna Sophia Schubart) bekannt.

## Werke
- Chaos veterum maxime fabulosum materiaeque Mosaicae caute accommodandum. Bossögel, Wittenberg 1741. (Digitalisat)
- Prog. De Majestate Christi imperatoria. Wittenberg 1743.
- Progr. De nomine Messiae Proprio Ps. LLXXII, 17. Wittenberg 1744.